# Gobião-cavaleiro
Stigmatogobius sadanundio é uma espécie de gobião nativo do sul da Ásia, da Índia à Indonésia, incluindo o Sri Lanka e as Ilhas Andaman. Pode ser encontrado principalmente em águas doces (ocasionalmente em águas salobras ) dos estuários e nas zonas de maré dos rios. Também pode ser encontrado no comércio de aquários,  onde é frequentemente comercializado como o gobião-cavaleiro. 

## Descrição
Existem duas barbatanas dorsais neste peixe azul-acinzentado: o primeiro consiste em cerca de seis raios rigidamente retidos (geralmente com uma mancha preta); o segundo é igual em comprimento à barbatana anal alongada. Ambos carregam manchas escuras.  Esta espécie pode atingir 9 cm.  

## Cuidados com o aquário
O gobião-cavaleiro deve ser mantido sozinho com outras espécies de nível médio. Quando colocados em um aquário com peixes da mesma espécie, podem surgir conflitos, devido á sua territorialidade. Ele se sai melhor com pouca luz, já que a luz brilhante o deixa assustado. Precisa de muitas rochas, cavernas e esconderijos. Bons companheiros de aquário são caudas-de-espada e molinésias.  

### Dimorfismo sexual
Fêmeas possuem nadadeiras mais curtas e são mais amareladas. 

### Dieta e comportamento alimentar
O gobião-cavaleiro prefere comida viva, mas consumirá a maioria das rações disponíveis comercialmente 

### Temperatura, pH e salinidade
O gobião-cavaleiro se beneficia de uma flutuação térmica por um período de 24 horas, com uma temperatura mais baixa à noite. Eles vão tolerar temperaturas entre 20-26 ºC . Não é essencial, mas os peixes se darão melhor com 1-2 colheres de chá de sal por 11 litros. 

### Reprodução
Se você deseja reproduzi-los, um tanque espécie-específico é a melhor opção. A temperatura da água deve ser aumentada para cerca de 24-28 ºC , e a adição de sal ajuda a induzir a desova/ É necessário um substrato de areia. Os gobiões colocam seus ovos no teto das cavernas, então um vaso invertido é um bom substituto. Um par pode produzir cerca de 1.000 ovos, cada um dos quais é preso ao teto da caverna por um fio fino. Ambos os pais cuidam da ninhada e os filhotes se alimentam facilmente com náuplios de artêmia recém-eclodidos. 